# Garcinia hanburyi
Garcinia hanburyi är en tvåhjärtbladig växtart som beskrevs av Joseph Dalton Hooker. Garcinia hanburyi ingår i släktet Garcinia och familjen Clusiaceae. Inga underarter finns listade i Catalogue of Life.

## Bildgalleri

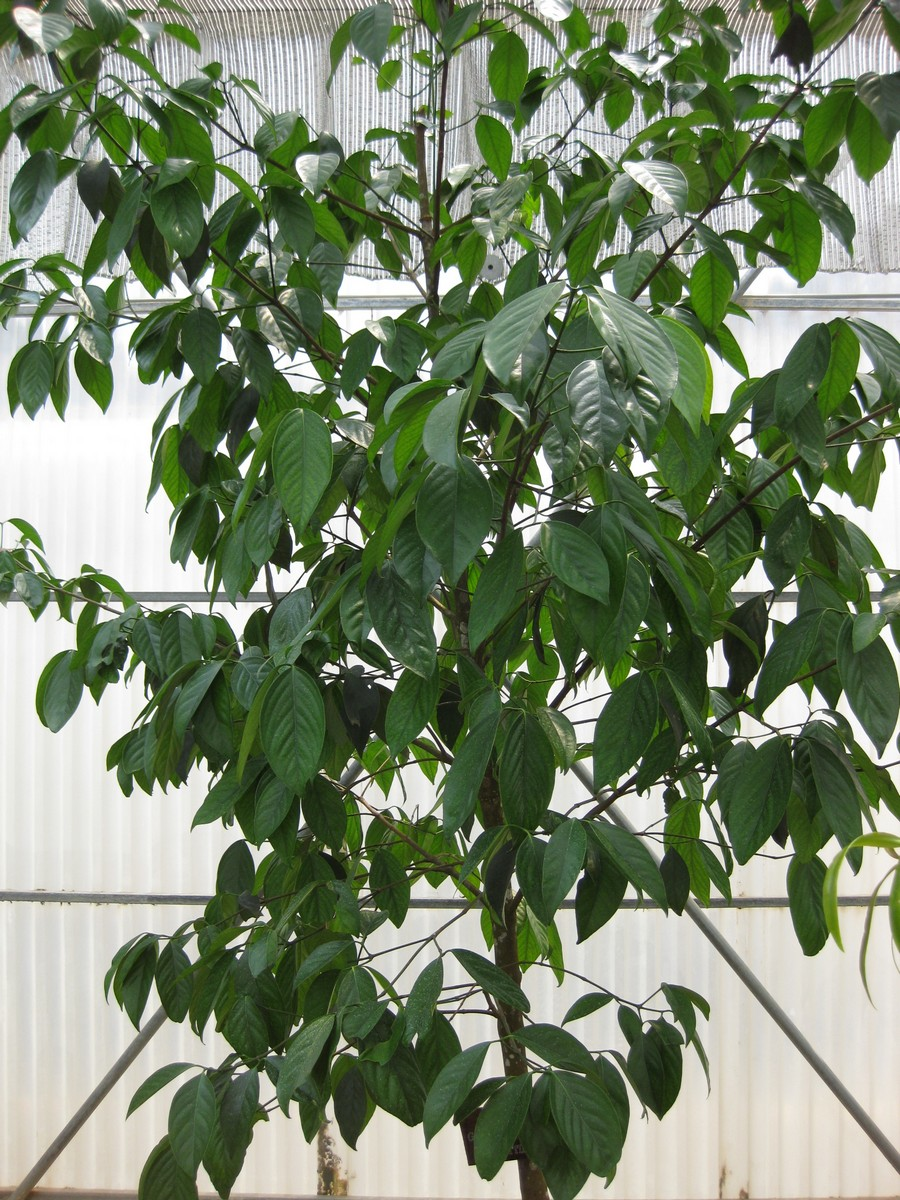
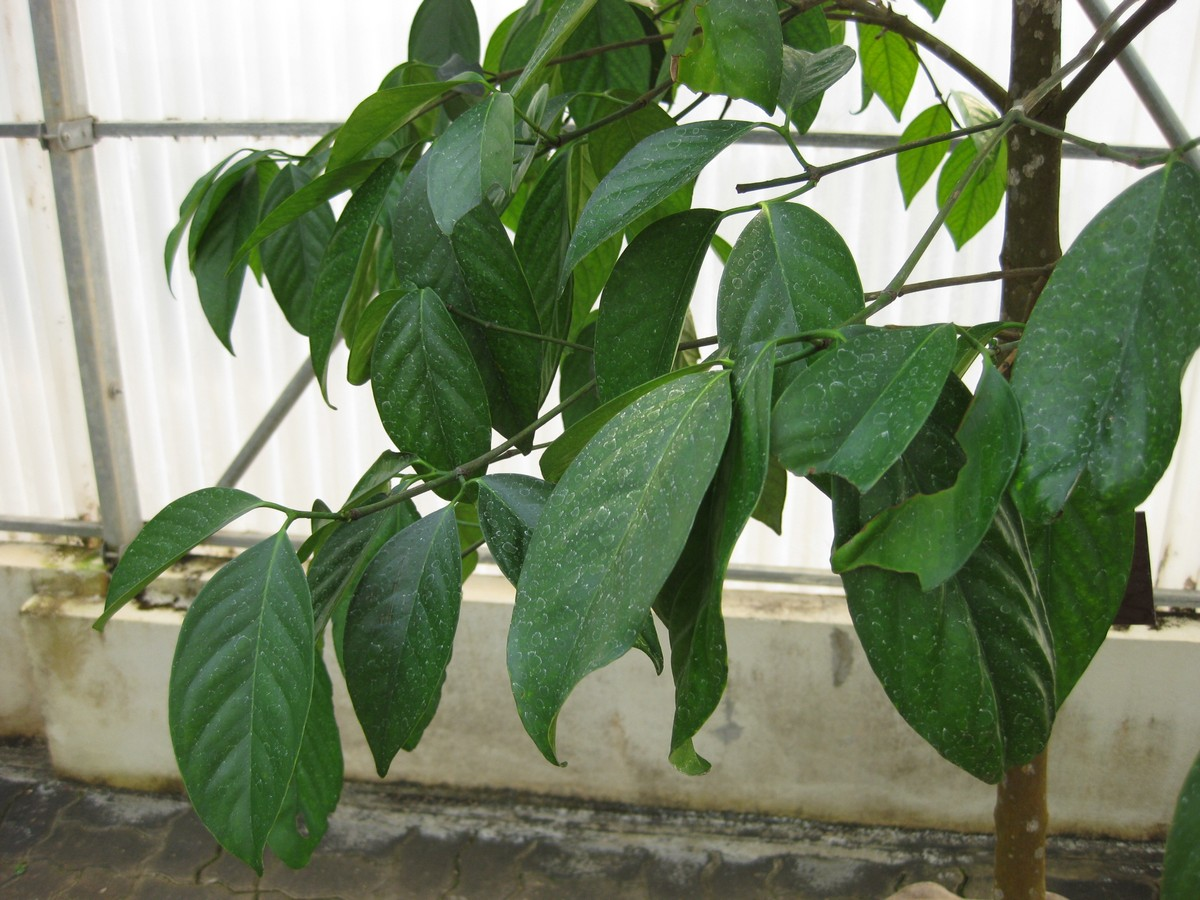
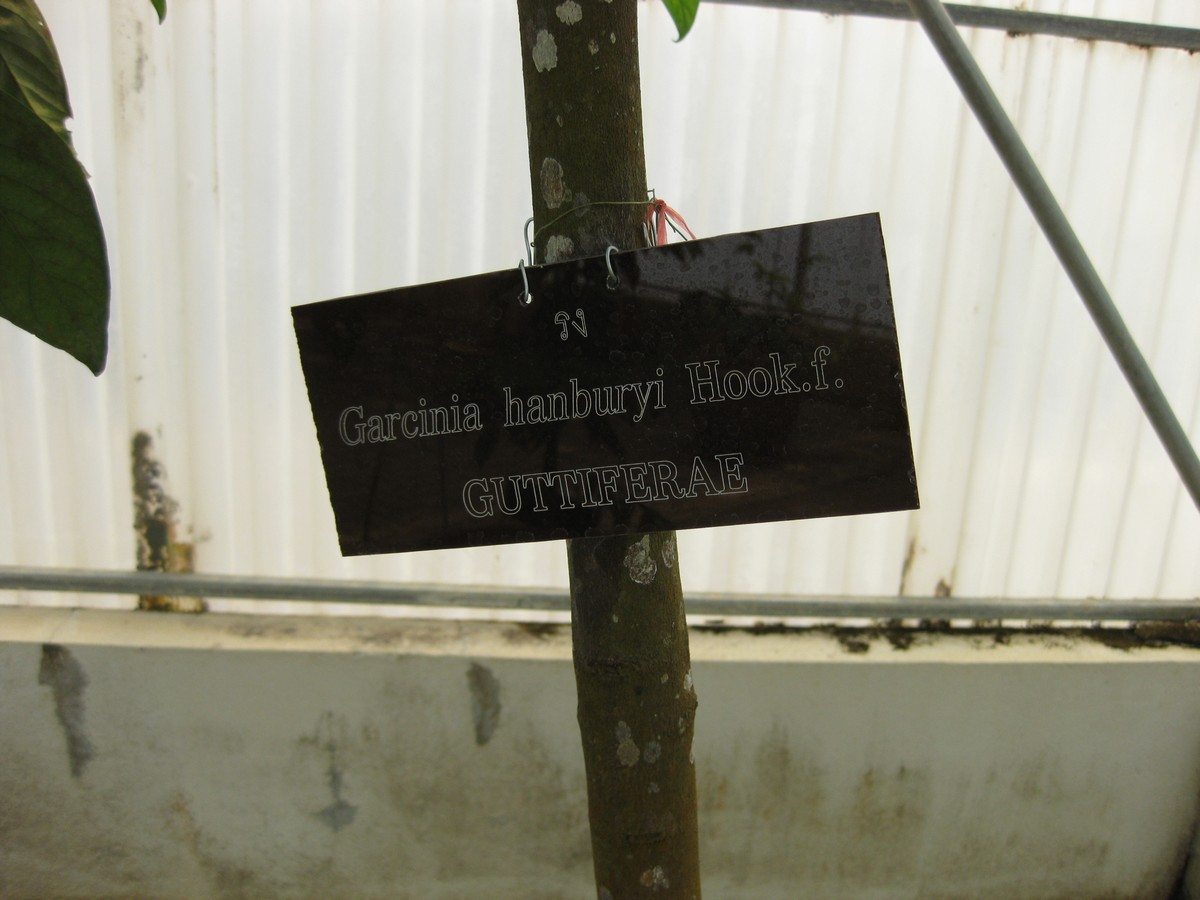